# Lisa De Vanna
Lisa Marie De Vanna (Fremantle, Australia; 14 de noviembre de 1984) es una exfutbolista australiana. Jugó como delantera para los clubes AIK, Perth Glory, Brisbane Roar, Newcastle Jets, Linköping, Sky Blue FC, Melbourne Victory, Boston Breakers, Washington Spirit, Melbourne City, Orlando Pride, Canberra United, Sydney FC y Fiorentina, entre otros, además de representar a la selección australiana 150 veces. Se la considera una de las mejores futbolistas del mundo; el analista de fútbol australiano y exfutbolista internacional Craig Foster declaró que De Vanna «corría con combustible para aviones; se quemaba el doble de rápido, pero con un impacto increíble».

## Biografía
De Vanna nació en Perth, Australia Occidental. Creció en la pequeña ciudad portuaria de Fremantle, ubicada a unos 30 minutos al suroeste de Perth. Su amor por el fútbol nació a una edad temprana y pasó gran parte de su juventud jugando al fútbol en la calle con su hermano.

## Clubes
| Club                    | País           | Año         |
| ----------------------- | -------------- | ----------- |
| Doncaster Rovers Belles | Inglaterra     | 2006 - 2007 |
| AIK Fotboll             | Suecia         | 2008        |
| Perth Glory             | Australia      | 2008 - 2009 |
| Washington Freedom      | Estados Unidos | 2009 - 2010 |
| Perth Glory (Cesión)    | Australia      | 2009        |
| Brisbane Roar           | Australia      | 2010 - 2011 |
| MagicJack               | Estados Unidos | 2011        |
| Newcastle Jets          | Australia      | 2011 - 2012 |
| Linköpings F.C.         | Suecia         | 2012        |
| Perth Glory             | Australia      | 2012 - 2013 |
| Sky Blue F.C.           | Estados Unidos | 2013        |
| Melbourne Victory       | Australia      | 2013 - 2014 |
| Boston Breakers         | Estados Unidos | 2014        |
| Washington Spirit       | Estados Unidos | 2014        |
| Melbourne Victory       | Australia      | 2014 - 2015 |
| Melbourne City          | Australia      | 2015 - 2016 |
| Orlando Pride           | Estados Unidos | 2016        |
| Canberra United FC      | Australia      | 2016 - 2017 |
| South Melbourne FC      | Australia      | 2017        |
| Sydney FC               | Australia      | 2017 - 2019 |
| Fiorentina              | Italia         | 2019 - 2020 |
| Melbourne Victory       | Australia      | 2020 - 2021 |

## Palmarés

### Campeonatos nacionales
| Título   | Club              | País      | Año     |
| -------- | ----------------- | --------- | ------- |
| W-League | Brisbane Roar     | Australia | 2010-11 |
| W-League | Melbourne Victory | Australia | 2013-14 |
| W-League | Melbourne City    | Australia | 2015-16 |
| W-League | Melbourne Victory | Australia | 2020-21 |

### Campeonatos internacionales
| Título                      | Equipo                 | Sede  | Año  |
| --------------------------- | ---------------------- | ----- | ---- |
| Campeonato Sub-20 de la OFC | Selección de Australia | Tonga | 2002 |
| Copa de Asia                | Selección de Australia | China | 2010 |

### Distinciones individuales
| Distinción                               | Año  |
| ---------------------------------------- | ---- |
| Medalla Julie Dolan                      | 2003 |
| Futbolista Femenina del año de Australia | 2013 |